# Comitato Olimpico Boliviano
Il Comitato Olimpico Boliviano (noto anche come Comité Olímpico Boliviano in spagnolo) è un'organizzazione sportiva boliviana, nata il 1932 a La Paz.
Rappresenta questa nazione presso il Comitato Olimpico Internazionale (CIO) dal 1936 e ha lo scopo di curare l'organizzazione e il potenziamento dello sport in Bolivia e, in particolare, la preparazione degli atleti boliviani, per consentire loro la partecipazione ai Giochi olimpici. L'associazione è, inoltre, membro dell'Organizzazione Sportiva Panamericana.
L'attuale presidente dell'organizzazione è Marco Arze Mendoza, mentre la carica di segretario generale è occupata da Javier Mejía.